# Амбар са котобањом у Ашањи
Амбар са котобањом у Ашањи, месту у општини Пећинци, према урезаној години настанка на забату амбара, подигнут је 1929. године, убраја се у споменике културе од великог значаја.

## Изглед
Амбар са кошем (чардаком, салашем) за кукуруз, у регионалном називу котобањом, настаје као обједињена градња услед рационалног коришћења простора за формирање кућишта у збијеним сремским селима. Градио га је мајстор Пера Вукосављевић из Ашање. Амбар и котобања, између којих је зидана шупа, постављени су на зидове од опеке под заједнички двосливни кров покривен бибер црепом. Прелом крова на споју са шупом указује на претпоставку да је заједнички објекат накнадног настанка; или спајањем два засебна или грађењем котобање у време формирања заједничког објекта, на шта указује њен једноставан изглед. Уколико је тачна друга претпоставка, онда је амбар са котобањом настао после 1929. године.
Амбар са тремом је грађен у скелетној храстовој конструкцији, са усправно низаним даскама међу стубовима конструкције. Трем са испустом је богато украшен дрвеном резаном профилацијом ограде и стубова, који употпуњује поткровна лајсна резана наизменично у облику полукруга и стилизованог цвета. Забат на уличној страни био је осликан темама и личностима из српске историје. У пољима на која је гредицама подељен, самоуки сликар Иван Миловановић Аџић приказао је сцене Крунисање цара Душана, Сеоба Срба и Хајдук Вељко. Слике су уништене за време Другог светског рата.